# Aeroportul Municipal Antlers
Aeroportul Municipal Antlers (IATA: ATE, FAA LID: 80F) este un aeroport din Comitatul Pushmataha, Oklahoma, Statele Unite ale Americii ce deservește zona Antlers⁠(d). A fost numit după zona deservită.
Situat la o altitudine de 175 m, aeroportul dispune de 1 pistă.

## Infrastructură

### Piste
Aeroportul dispune de o singură pistă. Pista 17/35 are suprafața de asfalt și dimensiunile 3.298 picioare × 60 picioare. 